# Fu Manxú
El Dr. Fu Manxú (en anglès Dr. Fu Manchu, xinès simplificat: 傅满洲, pinyin: Fù Mǎnzhōu) és un geni criminal que va ser introduït en una sèrie de novel·les de l'autor anglès Sax Rohmer que va començar poc abans de la Primera Guerra Mundial i va continuar durant quaranta anys més. El personatge va aparèixer al cinema, la televisió, la ràdio, les tires còmiques i els còmics durant més de 90 anys, i també s'ha convertit en arquetip del geni criminal i el científic boig, alhora que va donar el seu nom al bigoti Fu Manchu.

## Fons
Segons el seu propi relat, Sax Rohmer va decidir començar la sèrie Dr Fu Manchu després que el seu tauler d'Ouija escrigués C-H-I-N-A-M-A-N quan li va preguntar en què faria fortuna. Clive Bloom argumenta que el retrat de Fu Manchu estava basat en el popular mag de la sala de música Chung Ling Soo, "un home blanc vestit que s'havia afaitat el bigoti victorià i es va posar un vestit mandarí i una cueta". Pel que fa a les teories de Rohmer sobre "la diableria oriental" i "la crueltat sense emocions dels xinesos", busca donar-los credencials intel·lectuals fent referència als escrits de viatges de Bayard Taylor. Taylor era un aspirant a etnògraf que, encara que no coneixia la llengua i la cultura xinesa, va utilitzar la pseudociència de la fisonomia per trobar en la raça xinesa "profundes depravacions tan impactants i horribles, que ni tan sols es pot insinuar el seu caràcter". Els protagonistes de Rohmer el tracten com una autoritat.
Rohmer va escriure 14 novel·les sobre el malvat. La imatge dels "orientals" envaint les nacions occidentals es va convertir en la base de l'èxit comercial de Rohmer, en poder vendre 20 milions de còpies en vida.

## Personatges

### Dr Fu Manchu
Els complots assassins del Dr. Fu Manchu estan marcats per l'ús extensiu de mètodes arcans; menysprea les pistoles o explosius, preferint els dacoits (lladres armats a l'Índia), els thuggee (lladres professionals i assassins a l'Índia) i membres d'altres societats secretes com els seus agents (normalment armats amb ganivets) o fent servir "pitons i cobres"... fongs i els meus petits aliats, els bacils... les meves aranyes negres" i altres animals peculiars o armes químiques naturals. Té un gran respecte per la veritat (de fet, la seva paraula és el seu vincle) i utilitza la tortura i altres tàctiques horripilants per eliminar els seus enemics.
El Dr Fu Manchu és descrit com un misteriós dolent perquè poques vegades apareix a l'escena. Sempre envia els seus sequaços a cometre crims per ell. A la novel·la The Insidious Dr Fu-Manchu, envia una bella noia a l'escena del crim per veure que la víctima és morta. També envia un dacoit per atacar Sir Denis Nayland Smith i el Dr Petrie.
A la novel·la Fu Manchu's Bride (1933), el doctor Fu Manchu afirma tenir doctorats de quatre universitats occidentals, mentre que a Emperor Fu Manchu (1959), afirma que va assistir a la Universitat de Heidelberg, a la Sorbona i a la Universitat d'Edimburg (a la pel·lícula The Mask of Fu Manchu, però, afirma amb orgull que "sóc doctor en filosofia d'Edimburg, doctor en dret pel Christ's College, doctor en medicina per Harvard. Els meus amics, per cortesia, em diuen Doctor"). En el moment de la seva primera trobada (1911), el doctor Petrie creia que el doctor Fu Manchu tenia més de 70 anys. Això significaria que va estudiar el seu primer doctorat a la dècada de 1860 o 1870.
Segons Cay Van Ash, el biògraf i antic ajudant de Rohmer que es va convertir en el primer autor a continuar la sèrie després de la mort de Rohmer, "Fu Manchu" era un títol d'honor, que es referia a "el manxú bèl·lic". Van Ash especula que el doctor Fu Manchu era un membre de la família imperial de la Xina que va donar suport al bàndol perdedor a la Rebel·lió dels bòxers. En els primers llibres (1913-1917) el doctor Fu Manchu és un agent d'un tong xinès, conegut com els Si-Fan i actua com a ment principal darrere d'una onada d'assassinats contra occidentals que viuen a la Xina. En els llibres posteriors, (1931–1959) ha aconseguit el control dels Si-Fan, que han passat d'una mera pinça xinesa a una organització criminal internacional sota el seu lideratge. A més d'intentar prendre el control del món i restaurar la Xina a la seva antiga glòria (els principals objectius del doctor Fu Manchu des del principi), els Si-Fan ara també intenten eliminar els dictadors feixistes i aturar la propagació del comunisme arreu del món per les seves raons egoistes. El doctor Fu Manchu sap que tant el feixisme com el comunisme presenten grans obstacles als seus plans de dominació mundial. Els Si-Fan es financen en gran part a través d'activitats criminals, especialment el tràfic de drogues i el tràfic de persones. El doctor Fu Manchu ha allargat la seva ja considerable vida útil utilitzant l'elixir de la vida, una fórmula que porta dècades intentant perfeccionar.

### Sir Denis Nayland Smith i el doctor Petrie
A les històries s'oposen al Dr Fu Manchu Sir Denis Nayland Smith i, als tres primers llibres, el Dr Petrie. Petrie narra les tres primeres novel·les (les novel·les posteriors són narrades per diversos altres personatges aliats amb Smith fins al final de la sèrie). Smith continua la lluita, lluitant contra el doctor Fu Manchu més per pura sort i determinació obstinada que per brillantor intel·lectual excepte in extremis. Smith i el doctor Fu Manchu comparteixen un respecte a contracor l'un per l'altre, ja que cadascun creu que un home ha de complir la seva paraula, fins i tot davant d'un enemic.
En els tres primers llibres, Smith serveix a la Policia Imperial de l'Índia com a comissari de policia a Birmània on se li ha concedit una comissió itinerant, que li permet exercir l'autoritat sobre qualsevol grup que pugui ajudar-lo en la seva missió. Quan Rohmer va reviure la sèrie el 1931, Smith, que ha estat nomenat cavaller pels seus esforços per derrotar a Fu Manchu, és un excomissari assistent de Scotland Yard. Més tard accepta un càrrec al MI6. Diversos llibres l'han col·locat en una tasca especial amb l'FBI.

### Kâramanèh
Entre els agents del doctor Fu Manchu destaca la "seductora encantadora" Kâramanèh. El seu nom real és desconegut. Va ser venuda al Si-Fan pels comerciants d'esclaus egipcis quan encara era una nena. Kâramanèh s'enamora del Dr. Petrie, el narrador dels tres primers llibres de la sèrie, i rescata Petrie i Nayland Smith moltes vegades. Finalment, la parella s'uneix i ella guanya la seva llibertat. Es casen i tenen una filla, Fleurette, que figura en dues novel·les posteriors, Fu Manchu's Bride (1933) i la seva seqüela, The Trail of Fu Manchu (1934). Lin Carter va crear més tard un fill per al doctor Petrie i Kâramanèh.

### Fah Lo Suee

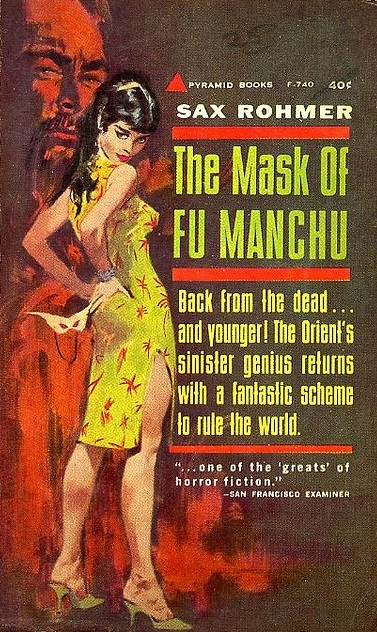
Fah Lo Suee a la portada de "The Mask of Fu Manchu" de Sax Rohmer. Il·lustració de Ronnie Lesser, 1962

La filla del doctor Fu Manchu, Fah Lo Suee, és una ment astuta per dret propi, que sovint conspira per usurpar la posició del seu pare en els Si-Fan i ajudant els seus enemics tant dins com fora de l'organització. El seu nom real és desconegut; Fah Lo Suee era un terme afectuós infantil. Es presenta de manera anònima quan encara era adolescent al tercer llibre de la sèrie i té un paper més important en diversos títols dels anys 30 i 40. És coneguda durant un temps com a coreana després que el seu pare li renti el cervell, però la seva memòria es recupera més tard. Com el seu pare, adopta identitats falses, entre elles Madame Ingomar, Queen Mamaloi i Mrs. van Roorden. A les pel·lícules ha estat interpretada per nombroses actrius al llarg dels anys. El seu personatge sol ser rebatejat a les adaptacions cinematogràfiques a causa de les dificultats amb la pronunciació del seu nom. Anna May Wong va interpretar Ling Moy a Daughter of the Dragon (1931). Myrna Loy va interpretar amb el nom semblant de Fah Lo See a The Mask of Fu Manchu (1932). Gloria Franklin va tenir el paper de Fah Lo Suee a Drums of Fu Manchu (1940). Laurette Luez va interpretar Karamaneh a The Adventures of Dr. Fu Manchu (1956), però el personatge devia més a Fah Lo Suee que a la representació de Kâramanèh de Rohmer. Tsai Chin va interpretar la filla del doctor Fu Manchu, Lin Tang, a les cinc pel·lícules de Christopher Lee dels anys 60.

## Actors
Actors que han interpretat al Dr Fu Manchu:
- Harry Agar Lyons a The Mystery of Dr. Fu-Manchu (1923) i The Further Mysteries of Dr Fu-Manchu (1924)
- Warner Oland a The Mysterious Dr. Fu Manchu (1929), The Return of Dr. Fu Manchu (1930), Paramount on Parade (1930) i Daughter of the Dragon (1931)
- Boris Karloff a The Mask of Fu Manchu (1932)
- Lou Marcelle a The Shadow of Fu Manchu (1939-1940)
- Henry Brandon a Drums of Fu Manchu (1940)
- John Carradine a Fu Manchu: The Zayat Kiss (1952)
- Glen Gordon a The Adventures of Dr. Fu Manchu (1956)
- Christopher Lee a The Face of Fu Manchu (1965), The Brides of Fu Manchu (1966), The Vengeance of Fu Manchu (1967), The Blood of Fu Manchu (1968) i The Castle of Fu Manchu (1969)
- Peter Sellers a The Fiendish Plot of Dr. Fu Manchu (1980)
- Nicolas Cage a Grindhouse (2007)

Actors que han interpretat a Sir Denis Nayland Smith:
- Fred Paul a The Mystery of Dr Fu-Manchu (1923) i The Further Mysteries of Dr Fu-Manchu (1924)
- O. P. Heggie a The Mysterious Dr Fu Manchu (1929) i The Return of Dr Fu Manchu (1930)
- Lewis Stone a The Mask of Fu Manchu (1932)
- Hanley Stafford a The Shadow of Fu Manchu (1939-1940)
- William Royle a Drums of Fu Manchu (1940)
- Cedric Hardwicke a Fu Manchu: The Zayat Kiss (1952)
- Lester Matthews a The Adventures of Dr. Fu Manchu (1956)
- Nigel Green a The Face of Fu Manchu (1965)
- Douglas Wilmer a The Brides of Fu Manchu (1966) i The Vengeance of Fu Manchu (1967)
- Richard Greene a The Blood of Fu Manchu (1968) i El castell de Fu Manchu (1969)
- Peter Sellers a The Fiendish Plot of Dr Fu Manchu (1980)

Actors que han interpretat al Dr. Petrie:
- H. Humberston Wright a The Mystery of Dr Fu-Manchu (1923) i The Further Mysteries of Dr Fu-Manchu (1924)
- Neil Hamilton a The Mysterious Dr Fu Manchu (1929) i The Return of Dr Fu Manchu (1930)
- Holmes Herbert a Daughter of the Dragon (1931)
- Gale Gordon a The Shadow of Fu Manchu (1939-1940)
- Olaf Hytten a Drums of Fu Manchu (1940)
- John Newland a Fu Manchu: The Zayat Kiss (1952)
- Clark Howat a The Adventures of Dr. Fu Manchu (1956)
- Howard Marion-Crawford a The Face of Fu Manchu (1965), The Brides of Fu Manchu (1966), The Vengeance of Fu Manchu (1967), The Blood of Fu Manchu (1968) i The Castle of Fu Manchu (1969)

## Impacte cultural
L'estil de pèl facial associat a Fu Manchu en les adaptacions cinematogràfiques s'ha conegut com el bigoti Fu Manchu. El bigoti "Fu Manchu" es defineix a l'Oxford English Dictionary com un "A long, narrow moustache whose ends taper and droop down to the chin." (un bigoti llarg i estret els extrems del qual s'afilen i baixen fins a la barbeta), encara que els escrits de Rohmer descriuen que el personatge no portava aquest adorn.
Abans de la creació de Fu Manchu, els xinesos sovint eren retratats als mitjans occidentals com a víctimes. Fu Manchu va indicar una nova fase en què els xinesos van ser retratats com a autors de crims i amenaces a la societat occidental en el seu conjunt. El malvat de Rohmer es presenta com el cap d'un complot de les "races grogues" que amenaça l'existència de "tota la raça blanca", i el seu narrador opina: "Cap home blanc, crec sincerament, aprecia la crueltat sense emocions dels xinesos."
El personatge del Dr Fu Manchu es va convertir, per a alguns, en un estereotip que encarnava el "Peril groc". Per a altres, Fu Manchu es va convertir en la personificació més notòria de les opinions occidentals dels xinesos, i es va convertir en el model per altres malvats en els thrillers contemporanis "Yellow Peril"::188 aquests dolents sovint tenien característiques compatibles amb estereotips xenòfobs i racistes que van coincidir amb un augment significatiu de l'emigració xinesa als països occidentals.
Després de la Segona Guerra Mundial, l'estereotip inspirat en Fu Manchu es va convertir cada cop més en un tema de sàtira. Fred Fu Manchu, un "famós saxofonista de bambú xinès", va ser un personatge recurrent a The Goon Show, un programa de comèdia de ràdio britànic dels anys 50. Va aparèixer a l'episodi "The Terrible Revenge of Fred Fu Manchu" el 1955 (anunciat com "Fred Fu Manchu and his Bamboo Saxophone"), i va fer aparicions menors en altres episodis (incloent "China Story", "The Siege of Fort Night", i a "The Lost Emperor" com "Doctor Fred Fu Manchu, tatuador oriental"). El personatge va ser creat i interpretat pel còmic Spike Milligan, que el va utilitzar per burlar-se de les actituds racistes que havien portat a la creació del personatge. El personatge també va ser parodiat en una comèdia radiofònica posterior, Round the Horne, com el Dr Chu En Ginsberg MA (fallida), interpretat per Kenneth Williams.
El Dr Fu Manchu va ser parodiat com el Dr. Wu a la pel·lícula de comèdia d'acció Black Dynamite (2009), en què l'executor d'un pla malvat contra els afroamericans és un mestre de kung fu insidiosos i amb bigoti.

## Llibres
Titan Books ha republicat els següents títols de Fu Manchu
- The Mystery of Dr. Fu-Manchu (1913) (títol nord-americà: The Insidious Dr. Fu-Manchu)
- The Return of Dr Fu-Manchu (1916) (títol original del Regne Unit: The Devil Doctor)
- The Hand of Fu-Manchu (1917) (títol original del Regne Unit: The Si-Fan Mysteries)
- Daughter of Fu Manchu (1931)
- The Mask of Fu Manchu (1932)
- Fu Manchu's Bride (1933) (títol britànic: The Bride of Fu Manchu)
- The Trail of Fu Manchu (1934)
- President Fu Manchu (1936)
- The Drums of Fu Manchu (1939)
- The Island of Fu Manchu (1941)
- Shadow of Fu Manchu (1948)
- Re-Enter Fu Manchu (1957) (títol britànic: Re-Enter Dr. Fu Manchu)
- Emperor Fu Manchu (1959), l'última novel·la de Rohmer publicada abans de la seva mort
- The Wrath of Fu Manchu (1973), una antologia pòstuma que conté la novel·la del títol, publicada per primera vegada el 1952, i tres contes curts posteriors: "The Eyes of Fu Manchu" (1957), "The Word of Fu Manchu" (1958), i "The Mind of Fu Manchu" (1959).
- Ten Years Beyond Baker Street (1984), la primera de dues novel·les de continuació autoritzades de Cay Van Ash, antic assistent i biògraf de Sax Rohmer; ambientada a principis de 1914, veu que el doctor Fu Manchu entra en conflicte amb Sherlock Holmes
- The Fires of Fu Manchu (1987), la segona novel·la de continuació autoritzada de Cay Van Ash; està ambientat el 1917 i documenta la trobada de Smith i Petrie amb el doctor Fu Manchu durant la Primera Guerra Mundial, que va culminar amb el títol de cavaller de Smith (una tercera novel·la de continuació, The Seal of Fu Manchu, estava en marxa quan Van Ash va morir el 1994 i és es creu que s'ha perdut)
- The Terror of Fu Manchu (2009), la primera de les tres novel·les de continuació autoritzades de William Patrick Maynard; amplia la continuïtat establerta als llibres de Van Ash i veu el Dr. Petrie fent equip amb Nayland Smith i un personatge de Rohmer de fora de la sèrie, Gaston Max, en una aventura ambientada a la vigília de la Primera Guerra Mundial.
- The Destiny of Fu Manchu (2012), la segona novel·la de continuació autoritzada de William Patrick Maynard, ambientada entre The Drums of Fu Manchu i The Island of Fu Manchu, de Rohmer, a la vigília de la Segona Guerra Mundial; segueix la continuïtat establerta a la primera novel·la de Maynard
- The Triumph of Fu Manchu (anunciada), la tercera novel·la de continuació autoritzada de William Patrick Maynard, ambientada entre The Trail of Fu Manchu de Rohmer i President Fu Manchu
- The League of Dragons de George Alec Effinger, una novel·la inèdita i no autoritzada, narrada pel personatge de Conan Doyle, Reginald Musgrave, que involucra un jove Sherlock Holmes que es corresponia amb l'enginy amb el doctor Fu Manchu al segle xix, de la qual s'han publicat dos capítols a les antologies Sherlock Holmes in Orbit (1995) i My Sherlock Holmes (2003)

El Dr Fu Manchu també fa aparicions a les següents obres no de Fu Manchu/Rohmer:
- "Sex Slaves of the Dragon Tong" i "Part of the Game", un parell de contes relacionats de F. Paul Wilson a la seva col·lecció Aftershocks and Others: 19 Oddities (2009), amb aparicions anònimes de Fu Manchu i personatges de Little Orphan Annie
- diverses històries de la sèrie de detectius d'August Derleth Solar Pons, en què apareix com "el Doctor"; El successor de Derleth, Basil Copper, també va fer ús del personatge.
- Slapstick de Kurt Vonnegut (1976), en què és l'ambaixador xinès
- The Destroyer nº 83, Skull Duggery (1976), en què es revela que Chiun, el Mestre de Sinanju, ha treballat per al Devil Doctor, igual que les generacions anteriors de Mestres.
- Anno Dracula (1992) de Kim Newman, en què apareix com el líder dels Si Fan i principal senyor del crim de Londres, conegut com "The Lord of Strange Deaths" (El Senyor de les Morts Estranyes).
- La sèrie Rivers of London de Ben Aaronovitch, en què Fu Manchu és un xarlatà i estafador més que no pas un supermalvat, un canadenc casat amb una dona xinesa i que només pretén ser ell mateix xinès; els grans esquemes criminals que se li atribueixen són mers mites inventats per ell mateix o per la premsa sensacionalista i els agents de policia que busquen publicitat, aquests últims motivats en part per prejudicis antixinesos.

## En altres mitjans

### Pel·lícula

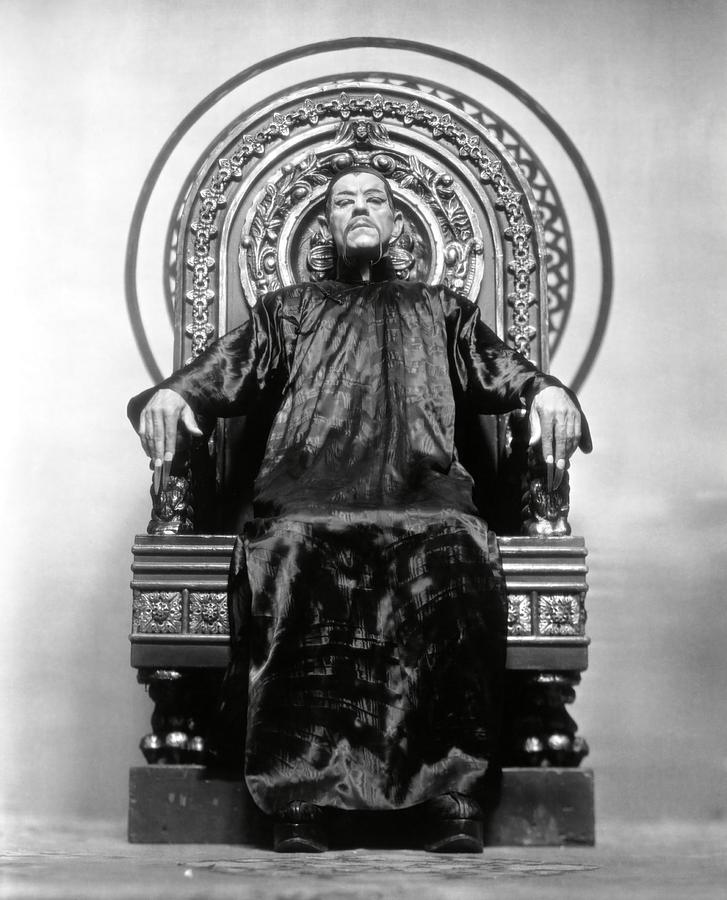
Boris Karloff a The Mask of Fu Manchu.

El Dr Fu Manchu va aparèixer per primera vegada a la pantalla gran a la sèrie britànica de cinema mut The Mystery of Dr Fu Manchu (1923) protagonitzada per Harry Agar Lyons, en una sèrie de 15 curtmetratges d'uns 20 minuts cadascun. Lyons va tornar al paper a The Further Mysteries of Dr Fu Manchu (1924), que comprenia vuit curtmetratges addicionals.
El Dr. Fu Manchu va fer el seu debut al cinema nord-americà al primer film de Paramount Pictures The Mysterious Dr. Fu Manchu (1929) protagonitzat per Warner Oland, que aviat seria conegut per la seva interpretació de Charlie Chan. Oland va repetir el paper a The Return of Dr. Fu Manchu (1930) i Daughter of the Dragon (1931), així com al curtmetratge Murder Will Out (part de la pel·lícula òmnibus Paramount on Parade) en què el Dr. Fu Manchu s'enfronta tant amb Philo Vance com amb Sherlock Holmes.
L'encarnació més controvertida del personatge va ser The Mask of Fu Manchu (1932) de MGM, protagonitzada per Boris Karloff i Myrna Loy. En el moment de la seva primera estrena, la pel·lícula va ser considerada racista i ofensiva pels representants del govern xinès. La pel·lícula va ser suprimida durant molts anys, però s'ha publicat en DVD sense talls.
Dr Fu Manchu va tornar al format de sèrie a la sèrie de Republic Pictures Drums of Fu Manchu (1940), una sèrie de 15 episodis considerada com una de les millors que l'estudi ha fet mai. Més tard va ser editada i estrenada com a llargmetratge el 1943.
A part d'una parodia espanyola obscura i no autoritzada El Otro Fu Manchu (1946), el Devil Doctor va estar absent de la pantalla gran durant 25 anys, fins que el productor Harry Alan Towers va començar una sèrie protagonitzada per Christopher Lee el 1965. Towers i Lee van fer cinc pel·lícules de Fu Manchu: El rostre de Fu Manxú (1965), Les núvies de Fu Manchu (1966), La venjança de Fu Manxú (1967), The Blood of Fu Manchu (1968) i The Castle of Fu Manxú (1969).
L'última aparició autoritzada al cinema del personatge va ser a la parodia de Peter Sellers The Fiendish Plot of Dr. Fu Manchu (1980), amb Sellers com a Dr. Fu Manchu i Nayland Smith. La pel·lícula no s'assemblava gaire a cap pel·lícula anterior ni als llibres originals. Fu Manchu afirma que era conegut com "Fred" a l'escola pública, una referència al personatge de "The Terrible Revenge of Fred Fu Manchu", un episodi de 1955 de The Goon Show que havia protagonitzat Sellers.
Jesús Franco, que va dirigir The Blood of Fu Manchu i The Castle of Fu Manchu, també va dirigir The Girl from Rio, la segona de les tres pel·lícules de Harry Alan Towers basada en el personatge femení de Rohmer, semblant a Fu Manchu, Sumuru. Més tard va dirigir una pel·lícula espanyola no autoritzada de 1986 amb la filla del doctor Fu Manchu, Esclavas del Crimen.
A la pel·lícula Grindhouse (2007), Nicolas Cage fa un cameo còmic sense acreditar com el Dr. Fu Manchu durant el "tráiler" de la pel·lícula falsa Werewolf Women of the SS, dirigida per Rob Zombie.
Un personatge compost de Fu Manxú i el Mandarin, anomenat Xu Wenwu, apareix a la pel·lícula del Marvel Cinematic Universe Shang-Chi and the Legend of the Ten Rings, interpretat per Tony Leung Chiu-wai. El personatge es va fer referència anteriorment a la trilogia d' Iron Man i All Hail the King. Xialing, la filla de Wenwu i la germana de Shang-Chi, es va inspirar parcialment en Fah Lo Suee.

### Televisió
El 1952 es va produir un pilot de mitja hora per a la consideració de la NBC, protagonitzat per Cedric Hardwicke com Sir Denis Nayland Smith, John Carradine com el Dr. Fu Manchu i Reed Hadley com el Dr. John Petrie. NBC el va rebutjar sense emetre-lo, però s'ha projectat en esdeveniments especials.
El grup de televisió de Republic Pictures va produir una sèrie sindicada de 13 capítols, The Adventures of Dr. Fu Manchu (1956), protagonitzada per Glen Gordon com el Dr. Fu Manchu, Lester Matthews com Sir Denis Nayland Smith i Clark Howat com el Dr. John Petrie. La seqüència del títol representava a Smith i al doctor Fu Manchu en una partida d'escacs mentre el locutor deia que "es diu que el diable juga per l'ànima dels homes. També ho fa el doctor Fu Manchu, el mal encarnat”. Al final de cada episodi, després que Nayland Smith i Petrie haguessin frustrat l'últim esquema diabòlic del doctor Fu Manchu, es veuria al doctor Fu Manchu trencant una peça negra d'escacs en un atac de frustració (l'alfil del rei negre, sempre la mateixa escena repetida) just abans que arribessin els crèdits de tancament. Va ser dirigit per Franklin Adreon, així com per William Witney. El doctor Fu Manchu mai tenia èxit en aquesta sèrie de televisió. A diferència de la relació de tipus Holmes/Watson de les pel·lícules, la sèrie presentava a Smith com a agent de l'ordre i Petrie com a membre del personal de Cirurgia General.

### Música
- La banda nord-americana de stoner rock Fu Manchu es va formar al sud de Califòrnia el 1985.
- Desmond Dekker tenia una cançó de reggae de 1969 titulada "Fu Man Chu".
- La cançó "Moustache" de l'àlbum de 1982 Angst in My Pants de Sparks inclou una lletra "My Fu Manchu was real fine".[28]
- The Rockin' Ramrods va tenir una cançó de 1965 basada en la pel·lícula The Face of Fu Manchu, "Don't Fool with Fu Manchu".[29]
- El cantant de rock del Quebec Robert Charlebois va incloure una cançó èpica de tres parts titulada "Fu Man Chu" al seu àlbum de 1972 Charlebois .
- L'artista rus de hardbass XS Project té una cançó del 2016 anomenada "Fu Manchu".[30]
- El cantant nord-americà de country Tim McGraw va publicar una cançó anomenada "Live Like You Were Dying". La cançó fa referència al Dr. Fu Manchu a la lletra "I went two point seven seconds on a bull named Fu Manchu".[31]
- El cantant de música country nord-americà Travis Tritt va publicar una cançó anomenada " It's a Great Day to Be Alive". L'icònic bigoti del Dr. Fu Manchu es fa referència a la lletra "Might even grow me a Fu Manchu".[32]
- La banda japonesa de música electrònica Yellow Magic Orchestra va publicar una cançó anomenada "La Femme Chinoise", en la qual fan referència al supervillano: "Fu Manchu and Susie Que and the girls of the floating world".[33]
- El músic de rock nord-americà Black Francis va publicar una cançó titulada "Fu Manchu" al seu àlbum en solitari de 1993 Frank Black, que fa referència tant a l'estil del bigoti com al personatge pel qual va rebre el nom.

### Ràdio
Les primeres aparicions de ràdio del Dr. Fu Manchu van ser a The Collier Hour 1927–1931 a Blue Network. Es tractava d'un programa de ràdio dissenyat per promocionar la revista Collier i presentava dramatitzacions setmanals de les històries i sèries del número actual. El Dr. Fu Manchu va ser interpretat per Arthur Hughes. Va seguir un programa homònim a CBS el 1932–33. John C. Daly, i més tard Harold Huber, van interpretar el Dr. Fu Manchu.
El 2010, les connexions de Fu Manchu amb la Universitat d'Edimburg, on suposadament va obtenir un doctorat, van ser investigades en un fals documental de Miles Jupp per a BBC Radio 4.
A més, hi va haver emissions "pirates" des del continent a Gran Bretanya, des de Ràdio Luxemburg i Ràdio Lyons de 1936 a 1937. Frank Cochrane va fer la veu del Dr. Fu Manchu. La BBC va produir una obra de ràdio competitiva, The Peculiar Case at the Poppy Club escrita per Rohmer i emesa el desembre de 1938. El 1939, The Shadow of Fu Manchu es va emetre als Estats Units com una sèrie de tres cops setmanals que dramatitzava les nou primeres novel·les.

### Tires còmiques
El Dr. Fu Manchu va ser portat per primera vegada a les tires còmiques dels diaris en una tira còmica diària en blanc i negre dibuixada per Leo O'Mealia (1884–1960) que es va publicar entre 1931 i 1933. Les tires eren adaptacions de les dues primeres novel·les del Dr. Fu Manchu i part de la tercera. A diferència de la majoria dels altres il·lustradors, O'Mealia va dibuixar el Dr. Fu Manchu com un home ben afaitat amb un crani anormalment gran. Les tires tenien drets d'autor de "Sax Rohmer and The Bell Syndicate, Inc". Dues de les històries de la tira còmica del Dr. Fu Manchu es van reimprimir al llibre de 1989 Fu Manchu: Two Complete Adventures. El 1940, el Chicago Tribune va publicar una adaptació de Drums of Fu Manchu, al principi va ser una fotonovel·la, però més tard va ser il·lustrat per un artista sense acreditar.
Entre 1962 i 1973, el diari francès Le Parisien Libéré en va publicar una historieta de Juliette Benzoni (guió) i Robert Bressy (art).

### Còmics

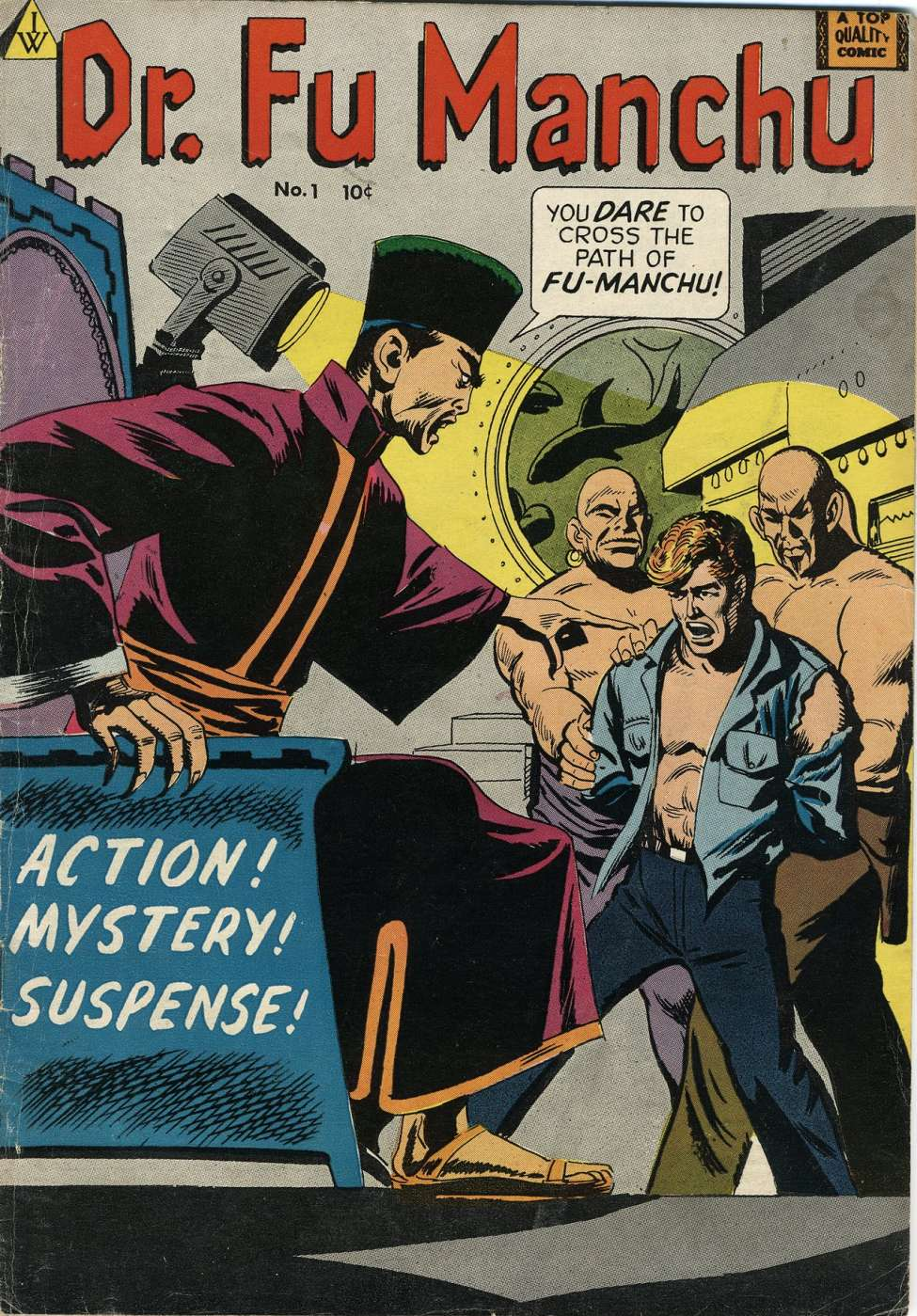
Dr. Fu Manchu (1958) d'I. W. Publications, material de reimpressió d'Avon Comics, portada de Carl Burgos

- El Dr. Fu Manchu va fer la seva primera aparició en un còmic a Detective Comics nº 17 i va continuar, com un serial entre molts de la sèrie d'antologia, fins al nº 28. Aquestes eren reimpressions de les tires anteriors de Leo O'Mealia. El 1943, la sèrie Drums of Fu Manchu va ser adaptada pel dibuixant de còmics valencià José Grau Hernández el 1943.[42] Les històries originals del Dr. Fu Manchu en còmics van haver d'esperar a The Mask of Dr. Fu Manchu d'Avon el 1951 de Wally Wood. Fleetway va publicar una adaptació de The Island of Fu Manchu el 1956 a través del seu títol de "biblioteca de butxaca" Super Detective Library nº 9.[43]
- A la dècada de 1970, el Dr. Fu Manchu va aparèixer com el pare del superheroi Shang-Chi a la sèrie Master of Kung Fu de Marvel Comics.[39] Marvel va cancel·lar el llibre el 1983 i els problemes relacionats amb la llicència del personatge i els conceptes de les novel·les (com la seva filla Fah Lo Suee i els seus adversaris Sir Denis Nayland Smith i el Dr. Petrie) han obstaculitzat la capacitat de Marvel de reeditar la sèrie en format de butxaca comercial i fent referència al Dr. Fu Manchu com el pare de Shang-Chi. Com a tal, el personatge mai no s'esmenta pel seu nom, ni amb un àlies (com ara "Mr. Han").[44] A Secret Avengers #6–10, l'escriptor Ed Brubaker va esquivar oficialment tot el problema mitjançant una història on el Shadow Council (Consell de l' Ombra) ressuscita una versió zombificada del Dr. Fu Manchu, només per descobrir que "Dr. Fu Manchu" només era un àlies; que el pare de Shang-Chi era realment Zheng Zu, un antic bruixot xinès que va descobrir el secret de la immortalitat.[45] Més tard, Fah Lo Suee va ser rebatejat com a Zheng Bao Yu.[46][26][47]
- El Dr. Fu Manchu apareix com un antagonista a The League of Extraordinary Gentlemen d'Alan Moore. Simplement anomenat "el Doctor", és el primer a robar el Cavorite que la Lliga és enviada a recuperar. Aparentment mor en la batalla clímax amb el professor Moriarty.[48]

### Jocs de rol
Fu Manchu apareix a les aventures Night Moves i Night Live per al joc de rol Marvel Super Heroes.

## Controvèrsia

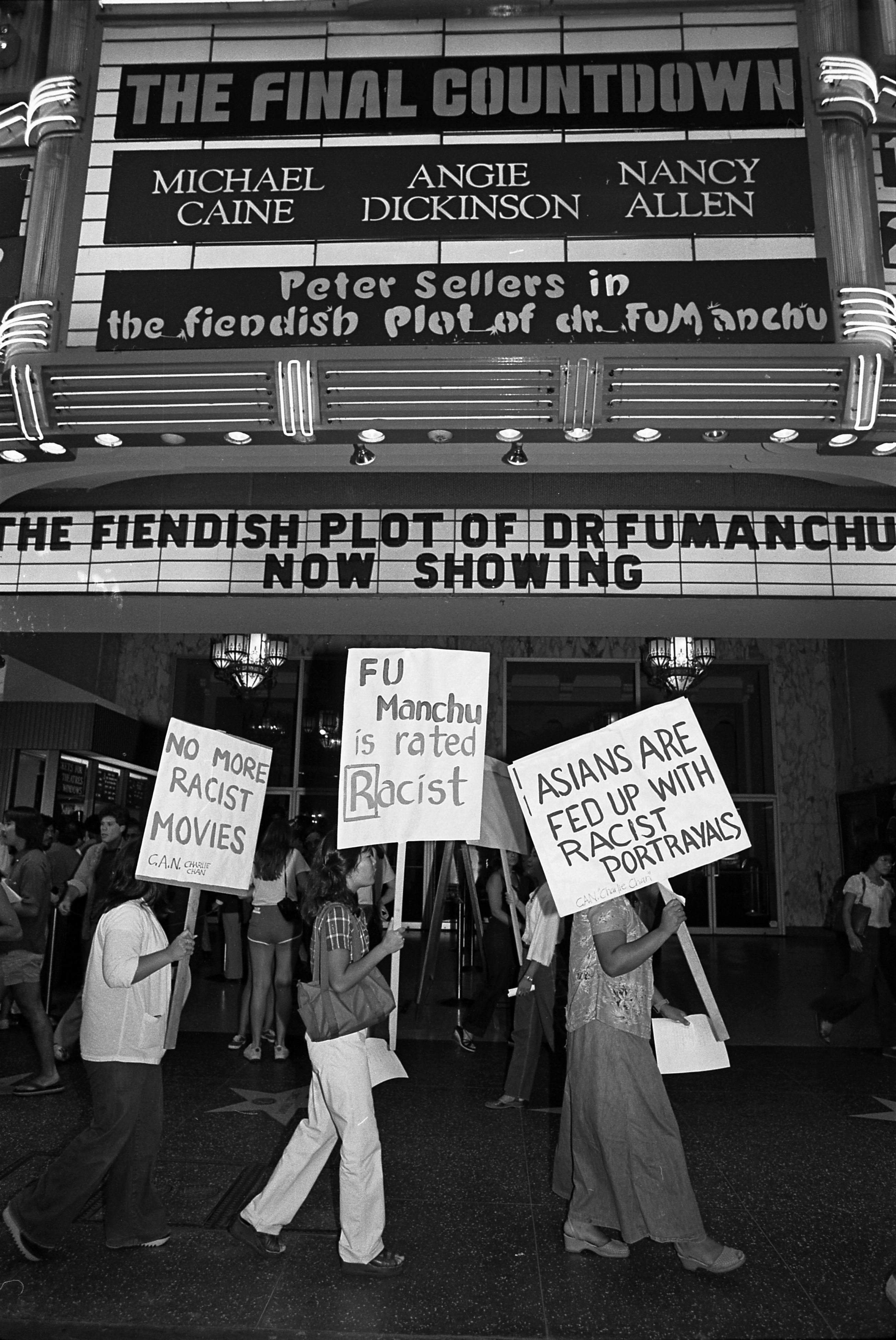
La Coalició d'Asiàtics als membres de Nix Charlie Chan fent piquets davant la pel·lícula The Fiendish Plot of Dr. Fu Manchu (1980) al Hollywood Pacific Theatre.

Les històries del doctor Fu Manchu, tant a la premsa com a la pantalla, han provocat nombroses acusacions de racisme i orientalisme, des del seu disseny diabòlic fins al seu nom xinès sense sentit. Després de l'estrena de l'adaptació cinematogràfica de Metro-Goldwyn-Mayer de The Mask of Fu Manchu (1932), que presentava el malvat xinès dient als seus seguidors que havien de "matar l'home blanc i prendre les seves dones", l'ambaixada xinesa a Washington, DC, va emetre una queixa formal contra la pel·lícula.
Després de l'estrena de l'adaptació en sèrie de Republic Pictures de Drums of Fu Manchu (1940), el Departament d'Estat dels Estats Units va demanar que l'estudi no fes més pel·lícules sobre el personatge, ja que la Xina era un aliat contra el Japó durant la Segona Guerra Mundial. Així mateix, l'editor de Rohmer, Doubleday, es va negar a publicar addicions a la sèrie més venuda durant la Segona Guerra Mundial un cop els Estats Units van entrar en conflicte. Els inversors de la BBC Radio i Broadway van rebutjar posteriorment les propostes de Rohmer per a una sèrie de ràdio original i un espectacle escènic de Fu Manchu durant la dècada de 1940.
La reestrena de La màscara de Fu Manchu l'any 1972 va ser rebuda amb protestes de la Lliga de Ciutadans Americans Japonesos, que va declarar que "la pel·lícula era ofensiva i degradant per als asiàtics americans". CBS Television va decidir cancel·lar una projecció de La venjança de Fu Manchu. L'estació de televisió de Los Angeles KTLA va compartir sentiments similars, però finalment va decidir emetre The Brides of Fu Manchu amb l'exempció de responsabilitat: "Aquesta funció es presenta com un entreteniment de ficció i no pretén reflectir negativament cap raça, credo o origen nacional".
Rohmer va respondre als càrrecs que el seu treball demonitzava els asiàtics a Master of Villainy, una biografia coescrita per la seva vídua:
| « | Of course, not the whole Chinese population of Limehouse was criminal. But it contained a large number of persons who had left their own country for the most urgent of reasons. These people knew no way of making a living other than the criminal activities that had made China too hot for them. They brought their crimes with them. | » |

Va ser l'afirmació de Rohmer que basava el doctor Fu Manchu i altres misteris del "Peril groc" en delinqüents xinesos reals que va conèixer com a reporter d'un diari que cobria Limehouse.
El maig de 2013, General Motors va cancel·lar un anunci després de les queixes que una frase que contenia, "la terra de Fu Manchu", que pretenia referir-se a la Xina, era ofensiva.
Caracteritzar el doctor Fu Manchu com una creació obertament racista ha estat criticat al llibre Lord of Strange Deaths: The Fiendish World of Sax Rohmer. En una ressenya del llibre a The Independent, el doctor Fu Manchu es contextualitza: "Aquests llibres magníficament absurds, brillants d'un exotisme boig, són realment molt menys polars, menys blanc i negre, menys blanc i groc, del que semblen a primera vista".